# Letsile Tebogo
Letsile Tebogo (ur. 7 czerwca 2003 w Kanye) – botswański lekkoatleta, specjalizujący się w biegach sprinterskich, mistrz olimpijski w biegu na 200 m z 2024 roku.
W 2021 zdobył dwa medale na mistrzostwach świata U20 w Nairobi – złoty w biegu na 100 metrów oraz srebrny na dystansie dwukrotnie dłuższym. Rok później został mistrzem Afryki w biegu na 200 metrów. W tym samym roku wystąpił w półfinale biegu na 100 metrów w czempionacie globu w Eugene oraz zdobył dwa medale na mistrzostwach świata do lat 20. Na MŚ Budapeszt 2023 zdobył dwa medale: srebro w biegu na 100 metrów i brąz w biegu na 200 metrów.
W 2024 roku został mistrzem olimpijskim w biegu na 200 metrów. Jest to pierwszy złoty medal olimpijski w historii Botswany.
Rekordy życiowe: bieg na 100 metrów – 9,86 (4 sierpnia 2024, Paryż) rekord Botswany, 2 sierpnia 2022 w Cali wynikiem 9,91 ustanowił aktualny rekord świata juniorów; bieg na 200 metrów – 19,46 (8 sierpnia 2024, Paryż) rekord Afryki, 5. wynik w historii światowej lekkoatletyki.
10 sierpnia 2024 w Paryżu botswańska sztafeta 4 × 400 metrów z Tebogo na ostatniej zmianie wynikiem 2:54,53 ustanowiła aktualny rekord Afryki w tej konkurencji.

## Osiągnięcia
| Rok  | Impreza                     | Miejsce      | Konkurencja        | Pozycja    | Wynik       |
| ---- | --------------------------- | ------------ | ------------------ | ---------- | ----------- |
| 2021 | World Athletics Relays      | Chorzów      | sztafeta 4 × 100 m | eliminacje | 39,55       |
| 2021 | Mistrzostwa świata juniorów | Nairobi      | bieg na 100 m      | 1. miejsce | 10,19       |
| 2021 | Mistrzostwa świata juniorów | Nairobi      | bieg na 200 m      | 2. miejsce | 20,38       |
| 2022 | Mistrzostwa Afryki          | Saint-Pierre | bieg na 200 m      | 1. miejsce | 20,26       |
| 2022 | Mistrzostwa Afryki          | Saint-Pierre | sztafeta 4 × 100 m | –          | DQ          |
| 2022 | Mistrzostwa świata          | Eugene       | bieg na 100 m      | półfinał   | 10,17       |
| 2022 | Mistrzostwa świata juniorów | Cali         | bieg na 100 m      | 1. miejsce | 9,91        |
| 2022 | Mistrzostwa świata juniorów | Cali         | bieg na 200 m      | 2. miejsce | 19,96       |
| 2023 | Mistrzostwa świata          | Budapeszt    | bieg na 100 m      | 2. miejsce | 9,88        |
| 2023 | Mistrzostwa świata          | Budapeszt    | bieg na 200 m      | 3. miejsce | 19,81       |
| 2024 | World Athletics Relays      | Nassau       | sztafeta 4 × 400 m | 1. miejsce | 2:59,11     |
| 2024 | Mistrzostwa Afryki          | Duala        | bieg na 100 m      | półfinał   | DNS         |
| 2024 | Mistrzostwa Afryki          | Duala        | sztafeta 4 × 100 m | –          | DNF (elim.) |
| 2024 | Igrzyska olimpijskie        | Paryż        | bieg na 100 m      | 6. miejsce | 9,86        |
| 2024 | Igrzyska olimpijskie        | Paryż        | bieg na 200 m      | 1. miejsce | 19,46       |
| 2024 | Igrzyska olimpijskie        | Paryż        | sztafeta 4 × 400 m | 2. miejsce | 2:54,53     |